# تشخماق (خوي)
تشخماق هي قرية في مقاطعة خوي، إيران. يقدر عدد سكانها بـ 300 نسمة بحسب إحصاء 2016.